# River Esporte Clube (Roraima)
River Esporte Clube es un club brasileño de fútbol, de la ciudad de Boa Vista, capital del estado de Roraima. Sus colores son el verde y blanco.
Manda sus partidos en el Estadio Flamarion Vasconcelos, que tiene capacidad para 10.000 aficionados. El club se encuentra licenciado actualmente.

## Títulos

### Estatales
- Campeonato Roraimense: 3

(1980, 1985, 1989)

### Otras conquistas
- Campeonato Roraimense de Masters: (2004).